# Gérard Legaré
Pour les articles homonymes, voir Légaré.
Gérard Legaré (11 juillet 1908-1er novembre 1997) est un éditeur, imprimeur, journaliste et homme politique fédéral du Québec.

## Biographie
Né à Chicoutimi dans la région du Saguenay-Lac-Saint-Jean. 
Président et président provincial de la Chambre de commerce du Québec de 1943 à 1944. Propriétaire de l'Echo du Bas-Saint-Laurent de 1944 à 1959 et rédacteur avant son entrée en politique. Il entama sa carrière politique en devenant député du Parti libéral du Canada dans la circonscription fédérale de Rimouski en 1953 alors qu'il est président de l'Association des hebdomadaires de langue française du Canada. Réélu en 1957, il fut battu en 1958. 
De retour en 1962, il fut à nouveau défait en 1963. Au cours de cette année, il fut engagé pour assister Jean-Paul Deschatelets, le ministre des Travaux publics dans le nouveau gouvernement de Lester B. Pearson.
En 1967 il est nommé par Jean Marchand à la Commission d'appel à l'immigration, alors qu'il réside à Chicoutimi.
Président-fondateur de la Chambre de commerce de Matane, de Rimouski et Mont-Joli.
Il est mort à Québec à l'âge de 89 ans selon l'avis de décès paru dans le Soleil.
Époux de Marguerite (Margot) Michaud, il est le père de la professeure de sciences politiques de l'UQAM Anne Legaré, ayant épousé le comédien Jacques Kanto (de son vrai nom Jacques Kantorowski) au début des années 1960.
Elle est aussi la mère de Frédéric Kantorowski[pas clair].